# Ourea
Nella mitologia greca gli Ourea erano gli dei o divinità o spiriti o demoni delle montagne. Chiara la etimologia di "ourea" (plurale di ὄρος) dalla parola primitiva óros che significava sia  «monte» che  «montagna»  (il secondo termine è il femminile del primo termine).
La ricerca mitografica ha ricostruito la categoria delle divinità delle montagne che sono citate a partire dalla Teogonia di Esiodo, che le definiva figlie della Terra (Gea) per via partenogenetica; al pari di loro potenti fratelli come Urano (il Cielo) e Ponto (il Mare).
Esiodo però non individualizzava le divinità delle montagne né citava i loro nomi, quindi il loro elenco è stato ricostruito. 

## Elenco delle divinità delle montagne più celebri nei testi mitografici
- Athos, montagna della Tracia
- Citerione, massiccio montagnoso della Beozia
- Etna, il vulcano della Sicilia[3]
- Elicona, montagna della Beozia
- Nisa, montagna della Beozia, patria di Dioniso[4]
- Olimpo, la casa degli dei olimpici
- Olimpo, monte della Frigia
- Parnaso, montagna della Beozia, sede dell'oracolo di Delfi[5]
- Tmolo, montagna della Anatolia

## Iconografia
Le montagne rappresentate nell'arte classica appaiono come anziani barbuti saliti alle sommità dei picchi.